# Sydlig större vattensalamander
Sydlig större vattensalamander, Triturus karelinii är ett groddjur i familjen salamandrar.

## Utseende
Den sydliga större vattensalamandern är mycket lik större vattensalamander men den har längre och kraftigare kropp och huvud. Halsen är gul med svarta fläckar, men utan de vita prickar som ibland kan uppträda hos större vattensalamandern. Som denna har den en gul undersida med svarta fläckar; dessa kan flyta samman, så större eller mindre av buken är helsvart. Ovansidan är vanligtvis mörk. Hanens ryggkam under parningstiden är inte så flikig som hos den nordligare arten.

## Utbredning
Arten finns från östra Balkan över norra och västra Turkiet till ryska, georgiska och azerbajdzjanska Kaukasus. Isolerade populationer finns i centrala Serbien, på Krimhalvön och i norra Iran.

## Vanor
Den sydliga större vattensalamandern lever i bergsskogar, både löv- och barrskog, och dess omgivningar som skogsstepper och högstepper. Gemensamt för alla områdena är att de innehåller våtmarker och mindre vattensamlingar. Den är främst nattaktiv, och livär sig på ryggradslösa djur som sniglar, maskar, spindlar och insekter. Arten övervintrar vanligen på land, även om övervintringen också kan ske i vatten. Vintersömnen sträcker sig från september eller oktober till mars, eller, om vintern är mild, till januari - februari. Beräknad livslängd är 10 till 15 år.

### Fortplantning
Arten leker i mars till maj, ett par månader senare i höglänta områden. Leken sker i stillastående till långsamrinnande vatten som dammar, bäckar eller, undantagsvis, dräneringdiken och liknande. Honan lägger mellan 100 och 250 ägg, som kläcks efter 10 till 12 dagar. Larverna livnär sig på olika små kräftdjur. De nybildade djuren äter snäckor, kvalser, små jordlöpare och fjärilslarver innan de övergår till vuxen föda. Den blir könsmogen vid 5 till 6 års ålder.

## Status
Den sydliga större vattensalamandern är globalt livskraftig ("LC"), men betraktas ändå som hotad i många områden, framför allt genom habitatförluster som utdikning och risodling, men också genom fiskodlingar. Den är upptagen i EU:s habitatdirektiv, appendix 2. På många lokaler i västra Kaukasus är den klassad som starkt hotad ("CR") och sårbar ("VU") i östra Kaukasus. Den minskar dessutom vid Svarta havskusten.